# Saint-Oulph
Saint-Oulph est une commune française, située dans le département de l'Aube en région Grand Est.

## Géographie
|               | Étrelles-sur-Aube | Longueville-sur-Aube |
| Clesles Marne | Saint-Oulph       |                      |
| Châtres       |                   | Méry-sur-Seine       |

### Hydrographie
La commune est dans la région hydrographique « la Seine de sa source au confluent de l'Oise (exclu) » au sein du bassin Seine-Normandie. Elle est drainée par l'ancien canal de la Haute Seine, la Seine, un bras de la Seine, l'armance, la noue de Ferloup et divers autres petits cours d'eau,.
La Seine, un fleuve long de 775 km, coule dans le Bassin parisien et notamment dans le département de l’Aube en le traversant du sud-est au nord-ouest. Elle irrigue la commune dans sa partie sud.
L'ancien canal de la Haute Seine est un canal, chenal non navigable de 38,2 km. Il prend sa source dans la commune de Barberey-Saint-Sulpice et se jette dans l'Aube au niveau de la commune de Marcilly-sur-Seine. 

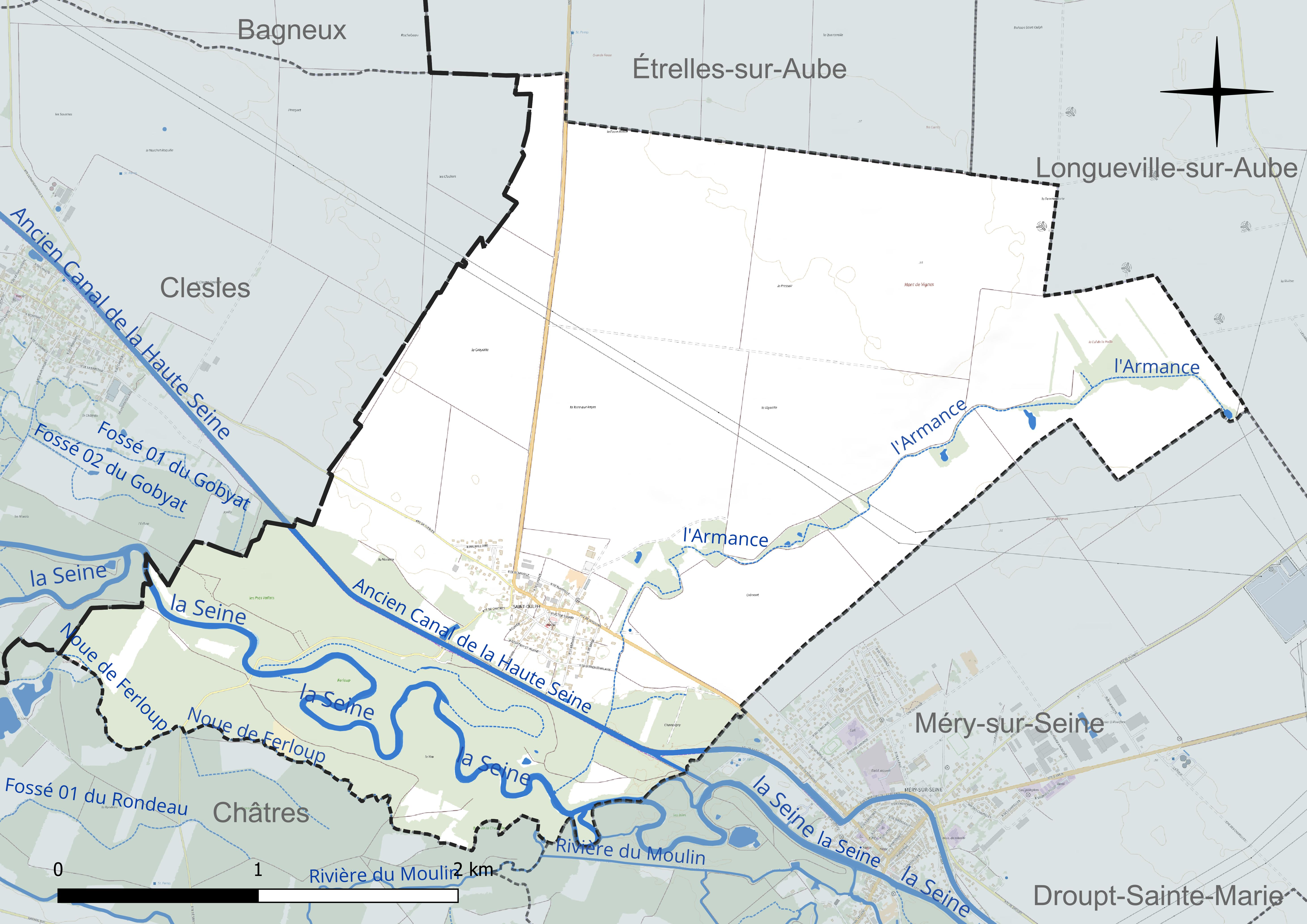
Réseau hydrographique de Saint-Oulph.

### Climat
Pour des articles plus généraux, voir Climat du Grand Est et Climat de l'Aube.
En 2010, le climat de la commune est de type climat océanique dégradé des plaines du Centre et du Nord, selon une étude du Centre national de la recherche scientifique s'appuyant sur une série de données couvrant la période 1971-2000. En 2020, Météo-France publie une typologie des climats de la France métropolitaine dans laquelle la commune est exposée à un climat océanique altéré et est dans la région climatique  Nord-est du bassin Parisien, caractérisée par un ensoleillement médiocre, une pluviométrie moyenne régulièrement répartie au cours de l’année et un hiver froid (3 °C). 
Pour la période 1971-2000, la température annuelle moyenne est de 10,6 °C, avec une amplitude thermique annuelle de 15,7 °C. Le cumul annuel moyen de précipitations est de 658 mm, avec 11,3 jours de précipitations en janvier et 7,4 jours en juillet. Pour la période 1991-2020, la température moyenne annuelle observée sur la station météorologique de Météo-France la plus proche, « Romilly », sur la commune de Romilly-sur-Seine à 10 km à vol d'oiseau, est de 11,2 °C et le cumul annuel moyen de précipitations est de 619,5 mm. 
La température maximale relevée sur cette station est de 42,3 °C, atteinte le 25 juillet 2019 ; la température minimale est de −25,2 °C, atteinte le 6 janvier 1971,,. 
Les paramètres climatiques de la commune ont été estimés pour le milieu du siècle (2041-2070) selon différents scénarios d'émission de gaz à effet de serre à partir des nouvelles projections climatiques de référence DRIAS-2020. Ils sont consultables sur un site dédié publié par Météo-France en novembre 2022.

## Urbanisme

### Typologie
Au 1er janvier 2024, Saint-Oulph est catégorisée commune rurale à habitat dispersé, selon la nouvelle grille communale de densité à 7 niveaux définie par l'Insee en 2022.
Elle est située hors unité urbaine. Par ailleurs la commune fait partie de l'aire d'attraction de Romilly-sur-Seine, dont elle est une commune de la couronne,. Cette aire, qui regroupe 26 communes, est catégorisée dans les aires de moins de 50 000 habitants,.

### Occupation des sols
L'occupation des sols de la commune, telle qu'elle ressort de la base de données européenne d’occupation biophysique des sols Corine Land Cover (CLC), est marquée par l'importance des territoires agricoles (71,8 % en 2018), une proportion sensiblement équivalente à celle de 1990 (72,4 %). La répartition détaillée en 2018 est la suivante : 
terres arables (71,8 %), forêts (25 %), zones urbanisées (3,1 %). L'évolution de l’occupation des sols de la commune et de ses infrastructures peut être observée sur les différentes représentations cartographiques du territoire : la carte de Cassini (XVIIIe siècle), la carte d'état-major (1820-1866) et les cartes ou photos aériennes de l'IGN pour la période actuelle (1950 à aujourd'hui).

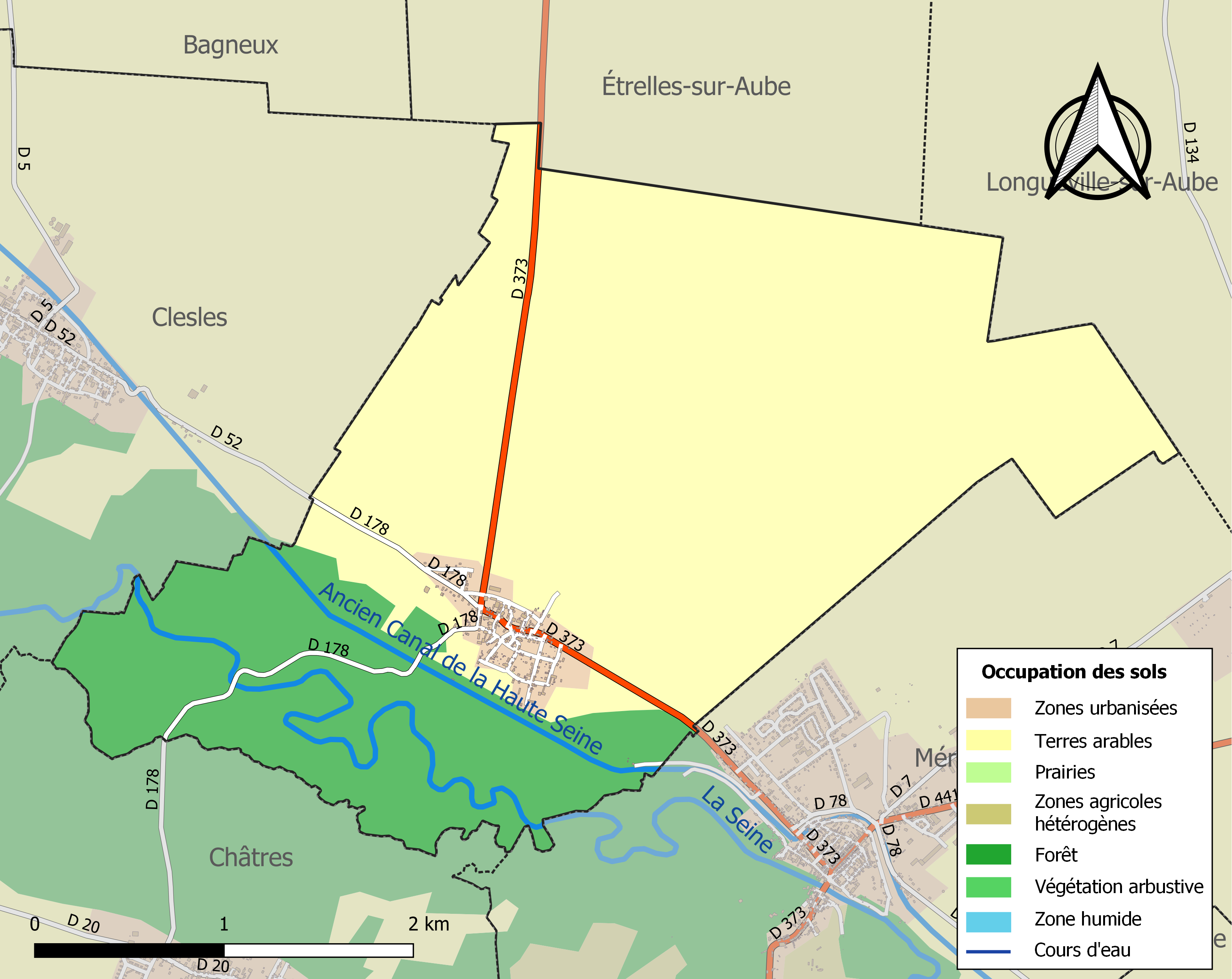
Carte des infrastructures et de l'occupation des sols de la commune en 2018 (CLC).

## Histoire
- Présence gauloise.
- voie romaine de Sens à Châlons.
- Saint-Oulph (Ulfus) y aurait été martyrisé.

En 1789, le village était de l'intendance et de la généralité de Châlons, de l'élection de Troyes et du bailliage principal de Troyes et du bailliage secondaire de Méry. 
- Le village souffrit beaucoup de l'occupation des armées alliées en 1814.
- Bombardement en 1940.

Le 13 juin 1940 le lieutenant Marcel LOCATELLI gestionnaire du service de santé de la 27e division alpine est décédé à la suite du bombardement. Il semblerait qu'il s'agissait d'avions italiens qui ont bombardé le poste de secours, parfaitement identifié par d'immenses croix rouges placées sur les tentes. Ce poste avait été installé par Marcel LOCATELLI dans Saint-Oulph. Ce bombardement aurait eu lieu dans la matinée. Marcel LOCATELLI a été décoré à titre posthume pour son abnégation. Il a été enterré dans les jours qui suivirent à Saint-Oulph par le maire de Saint-Oulph. Son corps fut, après la guerre, déplacé à la demande de sa veuve à Aix-les-Bains, lieu où ils auraient voulu passer leurs retraites...!  
- Le nom se prononce Saint-Ou ou Saint-Oulf.

## Politique et administration

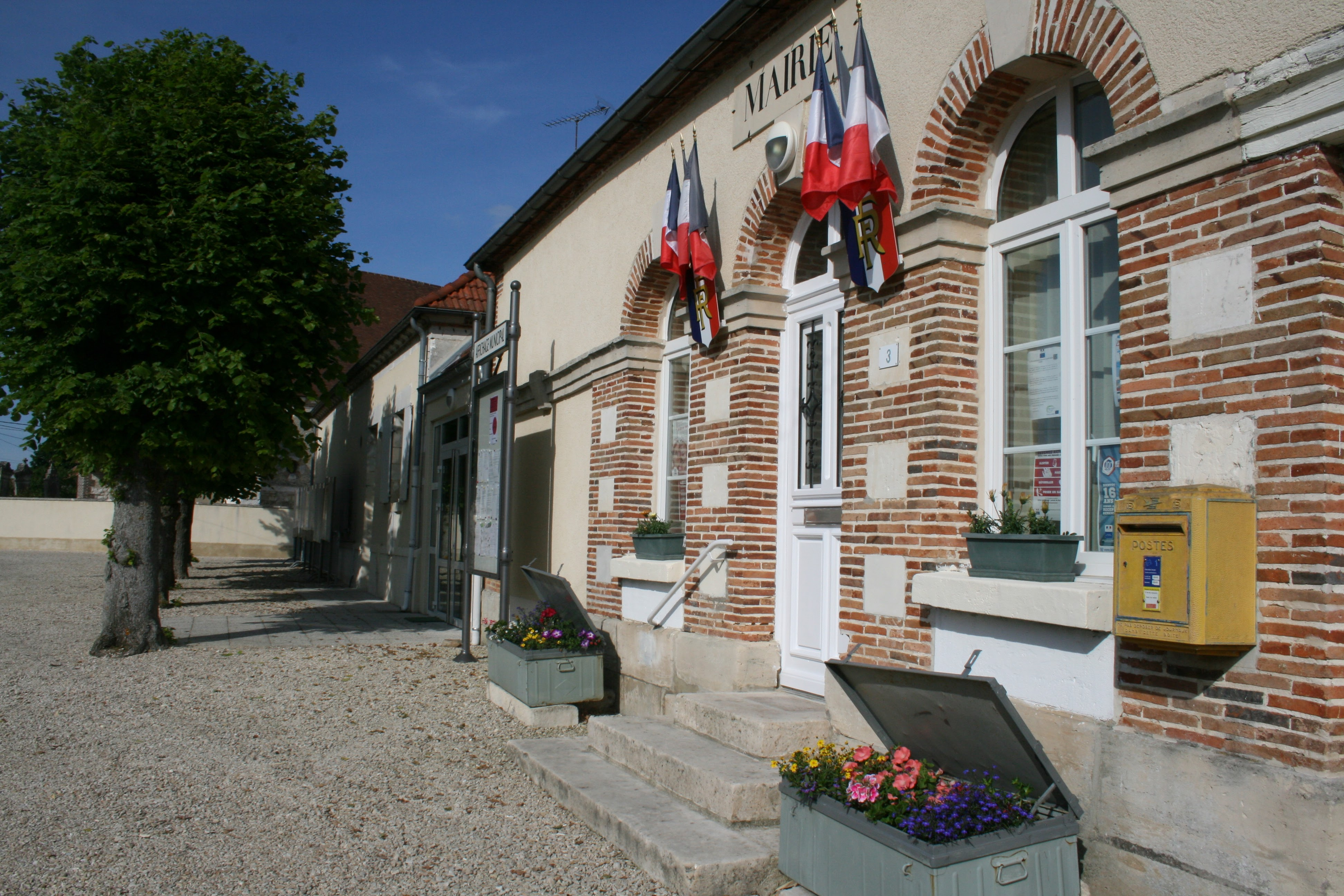
Mairie de Saint-Oulph et salle Paulette-Henriet.

| Période                                  | Période  | Identité          | Étiquette | Qualité  |
| ---------------------------------------- | -------- | ----------------- | --------- | -------- |
| ?                                        | ?        | Claude Lemoine    |           |          |
|                                          | 1815     | J-B Rivot         |           |          |
|                                          | 1816     | J-B Lemoine       |           |          |
|                                          | 1821     | Jean Denonvillers |           |          |
| 1826                                     | 1803     | Antoine Rivot     |           |          |
|                                          | 1830     | Edme Berthelin    |           |          |
|                                          | 1848     | Vincent Thomas    |           |          |
|                                          | 1852     | Vincent Choiselat |           |          |
| 1857                                     | ?        | Eugène Lemoine    |           |          |
| mars 2001                                | 2008     | Joëlle Serbource  |           |          |
| mars 2008                                | mai 2020 | Christian Bonniau | DVD       | Retraité |
| mai 2020                                 | En cours | David Lagarde     |           |          |
| Les données manquantes sont à compléter. |          |                   |           |          |

## Démographie
L'évolution du nombre d'habitants est connue à travers les recensements de la population effectués dans la commune depuis 1793. Pour les communes de moins de 10 000 habitants, une enquête de recensement portant sur toute la population est réalisée tous les cinq ans, les populations de référence des années intermédiaires étant quant à elles estimées par interpolation ou extrapolation. Pour la commune, le premier recensement exhaustif entrant dans le cadre du nouveau dispositif a été réalisé en 2004.

En 2022, la commune comptait 326 habitants, en évolution de +16,01 % par rapport à 2016 (Aube : +0,7 %, France hors Mayotte : +2,11 %).
| 1793 | 1800 | 1806 | 1821 | 1831 | 1836 | 1841 | 1846 | 1851 |
| ---- | ---- | ---- | ---- | ---- | ---- | ---- | ---- | ---- |
| 205  | 210  | 234  | 252  | 324  | 316  | 317  | 336  | 311  |

| 1856 | 1861 | 1866 | 1872 | 1876 | 1881 | 1886 | 1891 | 1896 |
| ---- | ---- | ---- | ---- | ---- | ---- | ---- | ---- | ---- |
| 300  | 292  | 292  | 313  | 293  | 283  | 270  | 273  | 257  |

| 1901 | 1906 | 1911 | 1921 | 1926 | 1931 | 1936 | 1946 | 1954 |
| ---- | ---- | ---- | ---- | ---- | ---- | ---- | ---- | ---- |
| 238  | 217  | 208  | 172  | 196  | 207  | 173  | 157  | 162  |

| 1962 | 1968 | 1975 | 1982 | 1990 | 1999 | 2004 | 2006 | 2009 |
| ---- | ---- | ---- | ---- | ---- | ---- | ---- | ---- | ---- |
| 181  | 170  | 147  | 169  | 173  | 192  | 191  | 194  | 217  |

| 2014 | 2019 | 2022 | - | - | - | - | - | - |
| ---- | ---- | ---- | - | - | - | - | - | - |
| 265  | 299  | 326  | - | - | - | - | - | - |

## Personnalités liées à la commune
- Robert Tocquet.

## Héraldique
| Blason à dessiner | Blason  | D'azur à la jumelle ondée haussée d'argent, surmontée de trois épis de blé tigés, feuillés et empoignés d'or et accompagnée en pointe de l'église du lieu d'argent ouverte, ajourée et essorée de sable. |
| Blason à dessiner | Détails | Le statut officiel du blason reste à déterminer. |

## Patrimoine
- Sarcophage gallo-romain devant l'église paroissiale[24].
- Tombe du chevalier de Saint-Oulph (1272) à l'intérieur de l'édifice.
- Église Saint-Oulph de Saint-Oulph.

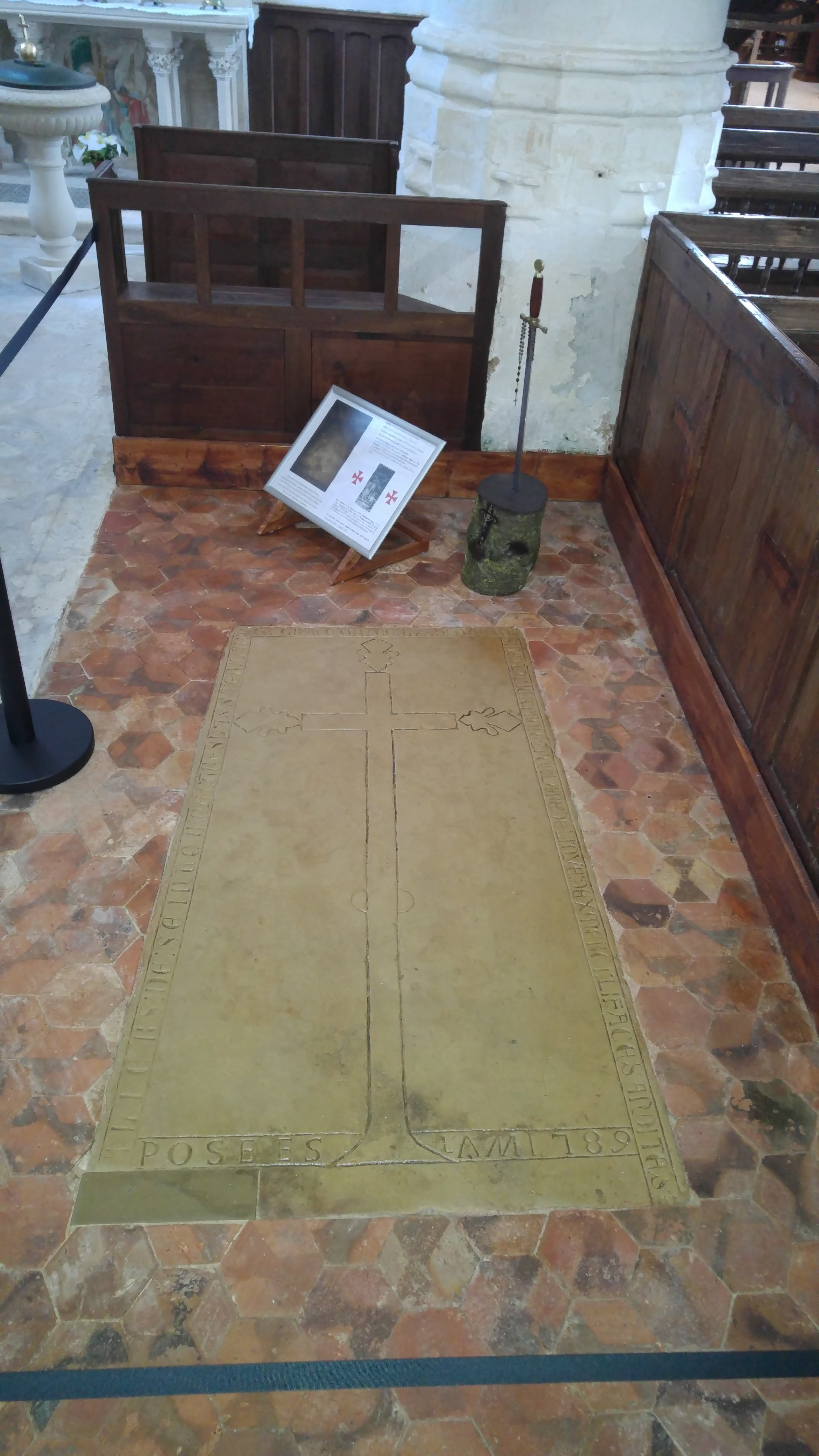